# Riu Manu
Manu és un riu que neix a Tripura i corre cap al nord entrant a la divisió de Sylhet a Bangladesh desaiguant a la branca Kusiyara del Surma a l'est de Bahadurpur. És navegable per barques de fins a quatre tones durant l'època de pluges, però només per bots lleugers a l'estació seca. Passa per diversos mercats sent els principals Lalbag i Maulavi Bazar. El seu afluent principal és el Dholai. Té un curs de 217 km